# 吳灝
吳灝（1930年—2017年），字玉、又字子玉，號遲園、遲居士、退園詞客，广东佛山人。

## 生平
家學淵源，先祖吳榮光，善書畫。祖父吳赤雲，父煥文。吳灝幼時祖父命其學書法，亦從父習醫。1948年考入廣東省立藝術專科西畫系，師從丁衍庸、趙少昂、謝稚柳等人，摹寫幾可亂真。育有長子吳裘、次女吳美美、三子吳泰。